# Bibliothèque Cervantina
La Bibliothèque Cervantina (aussi connue sous le nom de Bibliothèque Miguel de Cervantes Saavedra) est située au cœur du campus principal du Tecnológico de Monterrey, dans le Nuevo León au Mexique. 
Cette bibliothèque publique possède l'une des plus grandes collections d’incunables, manuscrits, artéfacts et précieuses publications datant du XVIe au XIXe siècle. Elle abrite également une série de photographies représentant l'histoire du Mexique et notamment Monterrey au cours des XIXe et XXe siècles. 
Ces collections ont commencé à prendre forme en 1953, grâce au mécénat de certains individus tels que des fiduciaires, donateurs et amis, intéressés par l’enrichissement académique et littéraire de l'université. 

## Description
La bibliothèque Cervantina est située au troisième étage du bâtiment Recoria, adjacent au bureau principal du président de l’université. L’œuvre d’art originale de Jorge González Camarena est exposée au mur de ce bâtiment. Au sein de la bibliothèque, il y a quatre salles contenant différentes collections qui portent sur divers sujets.
Collection Carlos Prieto
Avec un total de 544 œuvres contenues dans un millier de volumes, cette collection comprend 268 exemples du classique roman espagnol L'Ingénieux Hidalgo Don Quichotte de la Mancha (El Ingenioso Hidalgo Don Quichotte), dont l'édition espagnole et plus de soixante traductions, (anglais, japonais, hébreu, latin, etc). D’anciennes éditions mexicaines de ce roman et une traduction effectuée à Bruxelles en 1607, ainsi qu’une autre de Milan effectuée 1610, sont agencées ensemble avec d'autres œuvres mineures de Miguel de Cervantes Saavedra.
Collection Conde-Zambrano
Une précieuse collection de plus de 1 000 documents, des centaines de gravures coloniales et environ 3 500 photographies sur l'histoire du Mexique et ses personnages célèbres du XIXe siècle. Tous sont disponibles à la photothèque.
Collection Salvador Ugarte
La bibliothèque mexicaine Salvador Ugarte a fait son chemin au Tecnológico de Monterrey en 1955. Elle est considérée comme l'une des collections sur la culture indigène les plus riches et les mieux organisés dans le monde. La seizième collection mexicaine des ouvrages imprimés est un exemple de la grandeur de cette bibliothèque, car il comprend 62 titres différents. Un autre trésor est la deuxième lettre de Christophe Colomb, édité à Bâle en 1494, avec la collection la plus complète de la Gazette du Mexique (1722-1822).
Collection Hermanos Guajardo
Elle recueille de plus de 500 livres d'auteurs étrangers et leur compte de voyages au Mexique à l'époque coloniale (XVIe au XVIIIe siècle) et est située à l'intérieur de la Bibliothèque Cervantina.
Collection de poterie et Articles pré hispaniques
Cette compilation de plus de 13 000 articles peut être rattachée à différentes cultures préhispaniques du Mexique avec des exemples de Mexica, maya, olmèque, Totonaques et des civilisations Huastec.
Collection d’artefacts datant de la conquête
Cet ensemble de 358 superbes pièces, comprend des objets en fer forgé utilisés quotidiennement durant la Conquête tels que des scellés, des épées, des ciseaux, couteaux et d'autres outils.
Collection Pedro Robredo
La compilation du bibliographe espagnol Pedro Robredo, couvre plus de 6 000 volumes sur des sujets historiques, dont manuscrits et éditions rares. Avec un accent particulier sur l'histoire du Mexique, la collection se concentre sur des domaines comme la bibliographie mexicaine, l'histoire de l'Église au Mexique, le culte à la Vierge de Guadalupe, etc.  Cette compilation contient aussi plus de cent manuscrits inédits, comme le Lafora's Diary et les croquis architecturaux de Pedro José Márquez. D'autres exemples comprennent un recueil de lithographies mexicaines du XIXe siècle, un assortiment de brochures très rares et des collections complètes de Bulletin de l'Archive National général, ainsi que des Annales de Musée national.
Collection Conway
Il s'agit d'un grand assortiment de gravures et manuscrits en anglais et en espagnol portant sur différents sujets tels que l'histoire, la géographie et l'anthropologie. Elle contient aussi la collection complète en anglais des rapports annuels du Département d'ethnologie de l'Amérique.
Collection de photographies et d’autographes d’Augustin Basave
La collection compte plus de 750 autographes et environ 1 200 documents portent sur les célébrités les plus importantes du XXe siècle.
Collection de microfilms
Sept mille bobines de microfilms contiennent toute la documentation régionale du XVIe au XXe siècle, dont la paroisse, les registres d'état civil et municipaux, mais également une variété de documents de l'État de Nuevo León, Candela, Coahuila et la ville de Zacatecas.
Collection Alfonso Junco
L’une des plus grandes contributions à la littérature est la bibliothèque Alfonso Junco, avec près de 8 000 livres de poésie, de la littérature du XXe siècle, une petite section sur la religion, et plus de cent-treize correspondances postales des archives personnelles de Junco. 
Correspondances personnelles depuis le XIXe siècle
La bibliothèque Cervantina veille sur les archives épistolaires (XVIIIe au XXe siècle) de trois des personnages les plus influents dans le nord du Mexique : Jesús Fernández, León Ortigosa et Valentín Rivero.
Collection Méndez Plancarte
Cette collection contient environ 8 500 volumes portant sur un large éventail de sujets, principalement de la littérature, dont une grande partie en provenance du Mexique. Elle contient aussi de la littérature classique d’auteurs grecs et latins, ainsi qu’une section sur la littérature espagnole. Enfin, elle renferme certaines autres œuvres remarquables de philosophes mexicains, le culte de la Vierge de Guadalupe, une bibliographie et un assortiment de magazines culturels.

## Bibliothèque Ignacio Bernal
Elle se situe au deuxième étage de la bibliothèque centrale, sur le campus Monterrey.
Collection Ignacio Bernal
Ceci est l'une des plus importantes collections du monde sur les langues autochtones du Mexique, avec une série d'essais sur l’archéologie et des notes de recherche dès premiers explorateurs européens du Mexique. Son catalogue inclut les éditions antérieures à 1601, y compris des livres et des manuscrits originaux dépeignant la vie coloniale.
Collection de négatifs sur plaque de verre
L’objectif de cette collection est de préserver un remarquable procédé photographique qui a capturé la beauté de la société de Monterrey, à la fin du XIXe siècle.
Collection Michel Antochow
Grâce à la contribution d’Antowhow, une grande partie de l’histoire coloniale du Mexique, l’histoire régionale de l’état du Yucatán, une description des langues méso-américaines et une cartographie mexicaine sont  à disposition pour des recherches. Avec tous ces manuscrits, brochures, cartes et lithographies, la collection comprend un total de près de 9 300 titres et 14 000 volumes.

## Photothèque
L'un des départements les plus précieux au sein du Tecnológico de Monterrey, la bibliothèque comprend neuf archives photographiques recueillies tout au long des XIXe et XXe siècles. Les photos représentent différentes périodes de l’histoire illustrant le mode de vie, la nature et la beauté architecturale de ces époques.
Collection de photographies Augustin Basave
Plus de 750 photos dédicacées de quelques-unes des célébrités les plus importantes du XXe siècle.
Collection de photographies Conde-Zambrano
Avec un nombre remarquable de près de 3 500 photographies, ceci est un témoignage très précieux des personnages historiques de l’impérial russe, des tribunaux français ainsi que de l’histoire du Mexique. Sont recensées les photos de personnages historiques tels que Porfirio Díaz, Benito Juárez, et les anciens empereur et impératrice Maximilien et Charlotte, parmi les membres importants du clergé et de la société mexicaine des XVIIe et XIXe siècles.
Collection de photographies Jesús R. Sandoval
La vie mondaine de Monterrey entre 1896 et 1940 est représentée à travers plus de 4 000 photographies et 8 000 négatifs.
Collection de photographies Isauro Villarreal García
Avec plus d'un millier d'images prises entre 1920 et 1960, la collection dépeint le paysage naturel et urbain du Nuevo León.
Collection de photographies Aureliano Tapia
Principalement axé sur le mode de vie religieux et catholique, ce recueil comprend plus d'un millier de photos datant des années 1920 à nos jours. 
Collection de photographies Desiderio Lagrange
Cette collection de plus de mille images de l'époque 1920-1960 dépeint également le paysage naturel et urbain de Nuevo León.
Collection de photographies Alberto Flores Varela
Créé à la fin du XXe siècle, cette collection de belles cartes postales se concentre sur le thème religieux des églises catholiques.
Collection de photographies Tecnológico de Monterrey
Plusieurs artistes ont contribué à cette collection, avec plus de 2 000 images qui recréent l'histoire de notre institut depuis ses débuts.
Collection de photographies Mario Pani
Voilà l'héritage visuel du grand architecte urbain, Mario Pani. Ce trésor est un témoignage de la grande diversité des projets entrepris par Pani, comme des maisons, des écoles, des bâtiments publics et commerciaux, hôpitaux, bureaux, aéroports et un assortiment de plans.

## Cartothèque
Cette collection recense environ 1 100 cartes de différents formats, dimensions et sujets datant de 1570 à 1989. Elles sont une ressource importante pour les chercheurs. L'accès à cette collection s’effectue par la Bibliothèque Ignacio Bernal, située à l'intérieur de Monterrey Campus principal / Bibliothèque centrale.